# Университет штата

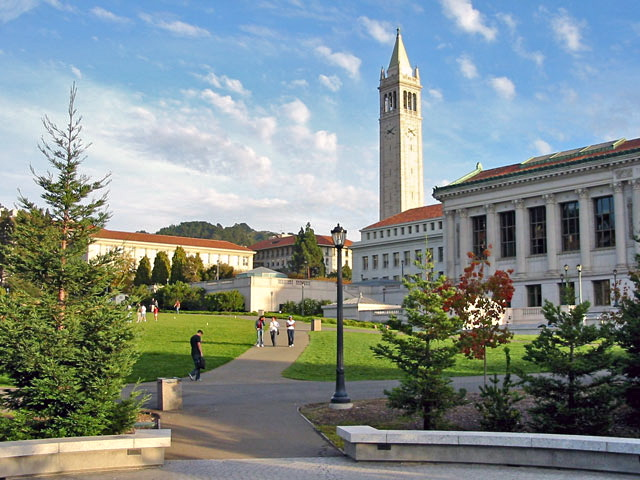
Кампус Калифорнийского университета в Беркли, одного из лучших общественных университетов по ряду национальных и мировых рейтингов

Университет штата (англ. State University) — тип университета в США, находящегося в ведении правительства штата и финансируемый из средств штата (исключение составляют восемь федеральных вузов, готовящих офицеров, сотрудников ФБР и др.).

## Особенности
Обычно такой университет предоставляет сниженный проходной балл при поступлении и определённые преимущества при плате за учёбу постоянным жителям штата, в котором он расположен. Университеты штатов несколько уступают в престиже частным университетам, ввиду бюрократических проволочек, достаточно высокого числа студентов и как следствие, больших классов, что не позволяет преподавателям уделять каждому студенту повышенное внимание. Для университетов штата также характерен большой охват образовательных программ (дисциплин), счёт которым во многих вузах идёт на несколько сотен.
У каждого штата есть как минимум один университет, находящийся в ведении правительства, во многих штатах таких университетов или колледжей несколько. Объём финансирования, получаемый от штата, составляет около 10-30 % от всего бюджета учебного заведения. Как правило, значительная часть этих средств идёт на поддержку исследовательской работы. Остальная часть бюджета университетов штата поступает в форме платы за обучение, проживание в общежитии на кампусе, учебную литературу и других платежей, а также грантов, контрактов и пожертвований. При таком финансировании стипендии выплачиваются преимущественно из средств, выделенных на исследовательскую работу и грантов. Студенты первых четырёх курсов, стремящиеся получить степень бакалавра, обычно исследованиями не занимаются, поэтому они весьма ограничены в финансовой помощи. Иначе обстоят дела со студентами послевузовской подготовки, которые работают ассистентами в рамках исследовательских грантов и контрактов.
Управляют университетами штатов советы попечителей, отчитывающиеся непосредственно перед властями штата. Учебные заведения в США, в отличие от многих других стран мира, не подчиняются министерству образования.

## Рейтинги
Ряд американских университетов штата из года в год занимают достойные позиции в мировых рейтингах, среди них Калифорнийский университет в Беркли, в Лос-Анджелесе, в Сан-Диего, Мичиганский университет, Технологический институт Джорджии, Вашингтонский университет, Техасский университет в Остине и др.
Рейтинг 25 университетов штата на национальном уровне по версии издания U.S. News & World Report:
| №  | Название                                    | Штат              | Город            | Основан | Студентов     |
| -- | ------------------------------------------- | ----------------- | ---------------- | ------- | ------------- |
| 1  | Калифорнийский университет в Беркли         | Калифорния        | Беркли           | 1868    | 35 838        |
| 2  | Калифорнийский университет в Лос-Анджелесе  | Калифорния        | Лос-Анджелес     | 1919    | 39 593        |
| 2  | Виргинский университет                      | Виргиния          | Шарлотсвилл      | 1819    | 14 039        |
| 4  | Мичиганский университет                     | Мичиган           | Анн-Арбор        | 1817    | 42 761        |
| 5  | Университет Северной Каролины в Чапел-Хилле | Северная Каролина | Чапел-Хилл       | 1789    | 27 252        |
| 6  | Колледж Вильгельма и Марии                  | Виргиния          | Уильямсберг      | 1693    | 8200          |
| 7  | Технологический институт Джорджии           | Джорджия          | Атланта          | 1885    | 20 487        |
| 8  | Калифорнийский университет в Сан-Диего      | Калифорния        | Сан-Диего        | 1960    | 29 324        |
| 9  | Калифорнийский университет в Дейвисе        | Калифорния        | Дейвис           | 1905    | 32 653        |
| 10 | Калифорнийский университет в Санта-Барбаре  | Калифорния        | Санта-Барбара    | 1891    | 22 026        |
| 10 | Вашингтонский университет                   | Вашингтон         | Сиэтл            | 1861    | 48 022        |
| 10 | Висконсинский университет в Мадисоне        | Висконсин         | Мадисон          | 1848    | 42 099        |
| 13 | Университет штата Пенсильвания              | Пенсильвания      | Юниверсити-Парк  | 1855    | 44 817        |
| 13 | Калифорнийский университет в Ирвайне        | Калифорния        | Ирвайн           | 1965    | 27 481        |
| 13 | Иллинойсский университет в Урбане-Шампейне  | Иллинойс          | Эрбана и Шампейн | 1867    | 42 605        |
| 13 | Техасский университет в Остине              | Техас             | Остин            | 1883    | более 51 тыс. |
| 17 | Университет штата Огайо                     | Огайо             | Колумбус         | 1870    | 56 064        |
| 17 | Мэрилендский университет в Колледж-Парке    | Мэриленд          | Колледж-Парк     | 1856    | 37 642        |
| 19 | Техасский университет A&M                   | Техас             | Колледж-Стейшен  | 1871    | более 50 тыс. |
| 19 | Коннектикутский университет                 | Коннектикут       | Сторс            | 1881    | 30 525        |
| 19 | Флоридский университет                      | Флорида           | Гейнсвилл        | 1853    | более 50 тыс. |
| 19 | Питтсбургский университет                   | Пенсильвания      | Питтсбург        | 1787    | 28 766        |
| 23 | Университет Пердью                          | Индиана           | Уэст-Лафейетт    | 1869    | 39 726        |
| 23 | Университет Джорджии                        | Джорджия          | Атенс            | 1785    | 34 765        |
| 25 | Клемсонский университет                     | Южная Каролина    | Клемсон          | 1889    | 19 463        |